# Carretera de Nebraska 8
La Carretera de Nebraska 8 (en inglés: Nebraska Highway 8) y abreviada NE 8, con una longitud de 148,88 millas (239,6 km), es una carretera estatal de sentido oeste-este ubicada en el estado estadounidense de Nebraska. La Carretera de Nebraska 8 se inicia en su término occidental de la Carretera de Nebraska 14 en Superior y su extremo oriental se encuentra en U.S. Route 73 en Falls City. Se ejecuta a través de la parte sur de los condados de Nebraska y está siempre dentro de 10 millas (16,1 km) de la frontera de Kansas.

## Cruces
Los principales cruces de la Carretera de Nebraska 8 son las siguientes:
| Condado    | Ubicación   | Millas | Cruces                                     | Notas                                        |
| ---------- | ----------- | ------ | ------------------------------------------ | -------------------------------------------- |
| Nuckolls   | Superior    | 0.00   | NE 14 (Este 3rd Street/Norte Idaho Street) | Terminal oeste                               |
| Thayer     | Byron       | 16.01  | S 85A Sur                                  |                                              |
| Thayer     | Chester     | 24.10  | US 81                                      |                                              |
| Thayer     | Hubbell     | 30.17  | S 85B Sur                                  |                                              |
| Jefferson  | Fairbury    | 50.99  | NE 15 Sur                                  | Extremo oeste de NE 15                       |
| Jefferson  | Fairbury    | 52.70  | NE 15 Norte (K Street)                     | Extremo este de NE 15                        |
| Jefferson  | Steele City | 62.62  | S 48A Sur (Sur Railroad Street)            |                                              |
| Jefferson  |             | 67.55  | NE 103 Norte (581st Avenue)                |                                              |
| Gage       |             | 71.56  | NE 112 Sur (Oeste 103 Road)                | Extremo oeste NE 112                         |
| Gage       |             | 77.60  | NE 112 Norte                               | Extremo este de NE 112                       |
| Gage       |             | 82.58  | US 77                                      |                                              |
| Gage       | Liberty     | 91.56  | S 34A Norte                                |                                              |
| Pawnee     |             | 98.60  | NE 99 Sur                                  | Extremo oeste de NE 99                       |
| Pawnee     |             | 103.23 | NE 99 Norte                                | Extremo este de NE 99                        |
| Pawnee     | Pawnee City | 113.29 | NE 65 Sur (A Street)                       | Extremo oeste de NE 65                       |
| Pawnee     | Pawnee City | 113.66 | NE 50 NE 65 Norte (Sherman Street)         | Extremo este de NE 65 extremo oeste de NE 50 |
| Pawnee     |             | 123.12 | NE 50 Sur                                  | Extremo este de NE 50                        |
| Richardson |             | 128.26 | NE 105 Norte                               |                                              |
| Richardson |             | 135.25 | US 75                                      |                                              |
| Richardson | Falls City  | 148.88 | US 73 (Harlan Street)                      | Terminal este                                |